# Hugleville-en-Caux

Hugleville-en-Caux este o comună în departamentul Seine-Maritime, Franța. În 1 ianuarie 2022 avea o populație de 420 de locuitori.